# 通用再保险
通用再保险（英語：General Reinsurance Corporation）是一家全球跨国财产和生命再保险公司。该公司是一家直接再保险公司，属于伯克希尔·哈撒韦集团旗下。通过全球40多个办事处组成庞大网络，是全球再保险市场中的主要代表。
通用再保险业务的财务实力评级：
- A.M. Best：A++ (优越)[2]
- 标准普尔评级：AA+[3]

## 历史
通用再保险是1921年创建。在接管挪威克里斯蒂安的挪威全球保险公司的美国业务之前，叫做通用伤亡和保证再保险集团。1923年美国投资者收购公司，更改名为通用再保险集团。1994年和德国科隆再保险达成联盟，1998年被伯克希尔·哈撒韦收购，2003年通用再保险和科隆再保险开始使用通用再保险的品牌名字。 2009年集团完全收购科隆再保险。 将其改名为“通用再保险股份制公司”

## 办公地区
通用再保险总部位于美国史丹福，分支和子公司位于全球各地：
在北美，通用再保险業務地區包括亚特兰大、波士顿、北卡羅萊納州夏洛特、芝加哥、俄亥俄州哥倫布、达拉斯、哈特福德、堪萨斯城、洛杉矶、蒙特利尔、纽约、费城、旧金山、西雅图、緬因州南波特兰、明尼蘇達州圣保罗和多伦多。
該公司也在拉丁美洲（墨西哥城、圣保罗）、欧洲和中东（贝鲁特、科隆、哥本哈根、伦敦、马德里、米兰、莫斯科、巴黎、里加、维也纳、华沙）、非洲（开普敦、约翰内斯堡）、亚洲（北京、香港、孟买、首尔、上海、新加坡、台北、东京）和大洋洲（奥克兰、墨尔本、悉尼）擁有業務。